# Contea di Chittenden
La contea di Chittenden, in inglese Chittenden County, è una contea dello Stato del Vermont, negli Stati Uniti. La popolazione al censimento del 2000 era di 146 571 abitanti. Il capoluogo di contea è Burlington.
La contea è stata creata nel 1787 e deve il suo nome a Thomas Chittenden, primo governatore del Vermont.

## Geografia fisica
La contea si trova nella parte nord-occidentale del Vermont. L'U.S. Census Bureau certifica che l'estensione della contea è di 1606 km², di cui 1396 km² composti da terra e i rimanenti 210 km² composti di acqua.
Il territorio è caratterizzato da pianure a ovest e si fa più montagnoso a ovest, dove si trova il Mount Mansfield (1339 m), il punto più alto del Vermont. Il lago Champlain costituisce il confine con lo Stato di New York. Lo stato è diviso da nord a sud dal fiume Winooski ed è bagnato da diversi laghi e fiumi.
Questa è la contea più popolosa dello Stato e il suo capoluogo, Burlington, è la città con più abitanti dello Stato. Qui si trova anche la University of Vermont. Altri centri importanti sono South Burlington, Winooski, and Essex.

### Contee confinanti
- Contea di Grand Isle - nord-ovest
- Contea di Franklin - nord
- Contea di Lamoille - nord-est
- Contea di Washington - sud-est
- Contea di Addison - sud
- Contea di Essex (New York) - ovest
- Contea di Clinton (New York) - nord-ovest

## Comuni

### Cities
- Burlington

- Essex
- South Burlington
- Winooski

### Towns
- Bolton
- Charlotte
- Colchester
- Hinesburg
- Huntington
- Jericho
- Milton
- Richmond
- Shelburne
- St. George
- Underhill
- Westford
- Williston